# Рассветовский сельсовет (Белебеевский район)
Рассветовский сельсовет — муниципальное образование в Белебеевском районе Башкортостана.

## История
В 1984 году из сельсовета была исключена выселенная деревня Крыкнарат.
Согласно «Закону о границах, статусе и административных центрах муниципальных образований в Республике Башкортостан» имеет статус сельского поселения.

## Население
| 2002  | 2009  | 2010  | 2012  | 2013  | 2014  | 2015  |
| ----- | ----- | ----- | ----- | ----- | ----- | ----- |
| 1116  | ↗1164 | ↘1106 | ↘1079 | ↘1072 | ↘1068 | ↘1061 |
| 2016  | 2017  |       |       |       |       |       |
| ↘1052 | ↘1028 |       |       |       |       |       |

## Состав сельского поселения
| № | Населённый пункт | Тип населённого пункта          | Население |
| - | ---------------- | ------------------------------- | --------- |
| 1 | Алексеевка       | деревня, административный центр | ↘575      |
| 2 | Рассвет          | деревня                         | ↘277      |
| 3 | Кирилловка       | деревня                         | ↗211      |
| 4 | Светловка        | деревня                         | ↗38       |
| 5 | Дурасово         | деревня                         | →5        |
| 6 | Моховое Болото   | деревня                         | ↘0        |

## Известные уроженцы
- Маслов, Сергей Михайлович (1912—1972) — советский военачальник, генерал-майор. Родился в деревне Дурасово.